# Носатки
Носатки (Dictyopharidae) — родина напівтвердокрилих комах. Включає близько 760 видів у 148 родах.

## Опис
Стрибучі комахи середнього розміру. Як і у всіх інших Fulgoroidea, антени ростуть з боків голови нижче складного ока (а не між очима, як у Cicadoidea). Голова витягнута вперед у вигляді відростка. Передні тазики не доходять до вершини кліпеуса. Імаго і личинки сидять, піднявши передню частину тіла.